# Станційне (Коростенський район)
Станці́йне — село в Україні, в Коростенському районі Житомирської області. Населення станом на 2001 рік становило 411 осіб. Входить до складу Лугинської селищної громади.

## Географія
Село розташоване на правому березі річки Глухова.

## Історія
Населений пункт утворився навколо залізничної станції Лугини, і довгий час носив назву станція Лугини, яка адміністративно належала до території смт Лугини.
Як окремий населений пункт с. Станційне утворене у 1997 році. 

## Відомі особи
Буркатов Борис Абрамович (нар. Гольденштейн) (1915 - 2016 ) — український письменник, критик, драматург, перекладач. Член Спілки письменників України (1953).